# Gestagener

Processen av steroidproduktion. Progestagenerna finns i det övre gula fältet.

Gestagener eller progestogener är en grupp steroidhormoner, som innehåller syntetiska ekvivalenter till progesteron såsom progestiner vilka ingår i vissa läkemedel. Ibland inkluderas även progesteron i denna hormongrupp. Framför allt räknas de som kvinnliga könshormon, men är också förstadium till andra könshormoner (både kvinnliga och mannliga) och till kortisol. Som läkemedel används de mest i preventivmedel där de är en av de aktiva substanserna i kombinerade p-piller, tillsammans med östrogen.
Gestagener bildas i äggstockarna, binjurar och gliaceller i hjärnan, och utsöndras hos kvinnor efter ägglossning för att hämma östrogenets och gonadotropinernas verkningar, för att vidhålla befruktning och graviditet med mera. Det hämmar omvandlingen av testosteron till dihydrotestosteron, och förhindrar mineralkortikoider att binda vid sina receptorer. Dess verkan beror på att det kan binda inte bara vid sina egna receptorer (progestagenreceptorer), utan också vid östrogenreceptorer, mineralkortikoidreceptorer, vissa androgenreceptorer och glukokortikoidreceptorer.
Gestagener binds också till hjärnan där det påverkar centrala nervsystemet. Hos kvinnor sänker progestagener humöret, vilket märks på humöret efter ägglossning och i fråga om premenstruella störningar. Liksom andra könshormoner påverkar det aktiviteten på signalsubstanser och neuropeptider genom att förändra deras receptorer.
Syntetiska gestagener ingår i p-piller för att ta ner en del av östrogenets effekter på livmoderns slemhinna, endometriet. 
Syftet med syntetiska gestagener är att förebygga graviditet genom att hämma ägglossningen, vilket leder till att ägget inte befruktas. Några exempel på konstgjorda gestagener är: levonorgestrel, desogestrel och noretindron. Gestagener förekommer även naturligt i den manliga kroppen, där de produceras av testiklarna.